# Invincible
Invincible (с англ. — «Непобедимый») — десятый студийный альбом американского певца Майкла Джексона и последний, выпущенный при его жизни 30 октября 2001 года на лейбле Epic Records. Это был шестой студийный альбом Джексона, выпущенный через Epic, и его последний релиз перед смертью в 2009 году. 
Invincible написан в жанрах R&B, поп и соул, а тексты песен исследуют любовь, романтику, изоляцию, критику СМИ и социальные проблемы.
Создание Invincible было дорогостоящим и трудоёмким. Джексон начал запись альбома в 1997 году и закончил в августе 2001 года. Сообщалось, что создание альбома обошлось в 30 миллионов долларов, что сделало его самым дорогим альбомом в истории.
Концертного тура для продвижения Invincible не было; тур был запланирован, но его отменили из-за конфликтов Майкла Джексона и Sony Music Entertainment. После решения лейбла резко прекратить продвижение альбома, Майкл Джексон в июле 2002 года заявил, что Томми Моттола (директор Sony Music Entertainment) был «дьяволом» и «расистом», который не поддерживал своих афроамериканских артистов и использовал их в личных целях.
Invincible дебютировал на первом месте в Billboard 200 и в десяти других странах мира. Альбом дважды получил платиновый статус в январе 2002 года Американской ассоциацией звукозаписывающей индустрии (RIAA) и разошёлся тиражом более восьми миллионов копий по всему миру.
Заглавный сингл альбома, «You Rock My World», достиг десятого места в Billboard Hot 100 и был номинирован на премию «Грэмми» за лучшее мужское поп-вокальное исполнение в 2002 году. Альбом породил ещё три сингла — «Cry», «Butterflies» и «Speechless».
Invincible получил неоднозначные отзывы от музыкальных критиков, хотя ретроспективные обзоры были положительными.
В 2009 году Invincible был признан онлайн-читателями Billboard лучшим альбомом десятилетия.

## История
Джексон начал записывать Invincible в октябре 1997 года и закончил в сентябре 2001 года. Ранее Майкл Джексон никогда не записывал альбом так долго. Треки с Родни Джеркинсом были записаны на студии Hit Factory в Майами, штат Флорида. Майкл хотел, чтобы в альбоме были выступления рэперов, отметив, что ему не нужен «известный рэпер». Пресс-секретарь Джексона предложил рэпера из Нью-Джерси по имени Fats, и после того, как Джексон услышал финальную версию совместной работы с рэпером, они договорились записать ещё одну песню вместе для альбома.
Родни Джеркинс заявил, что Джексон хотел записать материал в другом музыкальном направлении, который несколько отличался от предыдущих альбомов Майкла. Джексон отвечал как за написание, так и за продюсирование большинства композиций на Invincible. Помимо Джексона, в альбоме представлены произведения Джеркинса, Тедди Райли, Андре Харриса, Андре Херда, Кеннета Эдмондса, Р. Келли, Dr. Freeze Билла Грея. Альбом является третьим совместным проектом Джексона и Райли Тедди (их прошлыми проектами были Dangerous и Blood on the Dance Floor: HIStory in the Mix). Invincible — десятый и последний студийный альбом Джексона, записанный и выпущенный при его жизни. Сообщалось, что создание альбома обошлось в тридцать миллионов долларов, что сделало его самым дорогим альбомом из когда-либо созданных.
Invincible был посвящен пятнадцатилетнему афро-норвежскому мальчику Бенджамину «Бенни» Хермансену, который был зарезан группой неонацистов в Осло, Норвегия, в январе 2001 года. Причина этой дани была отчасти связана с тем, что другой юноша из Осло, Омер Бхатти, друг Джексона, также был хорошим другом Хермансена. Надпись в альбоме гласит: 
Этот альбом посвящен Бенджамину «Бенни» Хермансену. Пусть мы и впредь будем помнить, что о человеке следует судить не по цвету его кожи, а по содержанию его характера. Бенджамин … мы любим тебя … покойся с миром!
Альбом также посвящен Николетте Соттиле и родителям Майкла Джексона — Джозефу и Кэтрин Джексон.

## Музыка и текст
Альбом Invincible написан в жанрах R&B, поп и соул . Альбом содержит 16 композиций, пятнадцать из которых были записаны с участием Майкла Джексона. Было отмечено, что альбом переходит от агрессивных треков к спокойным балладам.
Текст «Privacy» — размышление о собственном личном опыте Майкла Джексона со СМИ и жёлтой прессой. Песня «The Lost Children» посвящена всем детям, которые были подвергнуты опасности. Композиция «Whatever Happens», описанный журналом Rolling Stone, имеет «неровную интенсивность», а текст песни повествует о двух людях, которые подверглись неизвестной угрозе. Invincible включает в себя четыре баллады: «You Are My Life», «Butterflies», «Don’t Walk Away» и «Cry». «Cry» похож на некоторые предыдущие композиции Майкла, такие как «Man in the Mirror» (1987), «Heal the World» (1991) и «Earth Song» (1995). Текст композиции «Cry» призывает слушателей спасти и исцелить мир. Тексты песен к «Butterflies» и «Break of Dawn» рассматриваются как «вопиюще банальные текста», будто их писал не Майкл Джексон, а кто-либо другой. Текст «Threatened» повествует о «возвращении Thriller». Песня «You Are My Life» посвящена двум детям Джексона — Принцу и Парису. В песне Джексон поёт: «Ты — солнце, ты заставляешь меня сиять будто звезды на небе».

## Синглы
В поддержку альбома ограниченным тиражом были выпущены три официальных сингла («You Rock My World», «Cry» и «Butterflies») и рекламный сингл в Южной Корее («Speechless»). «You Rock My World» был выпущен только для радиоэфира в Соединённых Штатах, следовательно, достиг только десятого места в Billboard Hot 100. На международном уровне, где он был выпущен как коммерческий сингл, он был более успешным, достигнув пика на первом месте во Франции, на втором месте в Норвегии, Финляндии, Дании, Бельгии и Великобритании, на третьем месте в Италии, на четвёртом месте в Австралии и на пятом месте в Швеции и Швейцарии. Второй сингл, «Cry», не был выпущен в Соединённых Штатах. Сингл не стал сильно успешным, хотя экземпляры сингла продавались не плохо. Особенно сингл стал популярным в Испании, Дании, Франции и Бельгии, заняв шестое, шестнадцатое, тридцать и тридцать одно место в чартах соответственно.
Третий сингл альбома «Butterflies» был выпущен только в Соединённых Штатах для радиоэфира, и достиг четырнадцатого места в чарте Billboard Hot 100и второго места в чарте Hot R&B/Hip-Hop Singles, продержавшись в чарте пять недель. «Heaven Can Wait» также попал в нижнюю часть чартов R&B/Hip-Hop, заняв семьдесят второе место, ибо его выпустили только для радиоэфира и никакого официального релиза не было, следовательно, песня не попала в международные чарты. Изначально предполагалось, что первый трек альбома «Unbreakable» будет выпущен как сингл, но в конечном итоге он был отменен. Несмотря на это, песня сумела войти в Румынские чарты Топ-100 , достигнув пика на шестьдесят втором месте. Позже, «Unbreakable» был включен в бокс-сет Ultimate Collection (2004).

## Продвижение
На альбом Invincible было выделено примерно 25 миллионов долларов. Однако несмотря на такие большие растраты, из-за конфликтов между Джексоном и его лейблом звукозаписи продвижение альбома было минимальным. В отличие от предыдущих студийных альбомов Джексона, не было никакого мирового турне для продвижения альбома; тур был запланирован, но отменен из-за ссор Майкла и Sony, а также из-за терактов 11 сентября (последний из которых также побудил многих других артистов отменить свои концерты в конце 2001 и начале 2002 годов). Однако в начале сентября 2001 года в Madison Square Garden состоялось специальное празднование 30-летия сольной карьеры Майкла Джексона. Джексон исполнил «You Rock My World» и отметил свое первое появление на сцене вместе со своими родными братьями из группы The Jackson 5 (последний тур The Jackson 5 был в 1984 году). На концерте также были выступления других известных артистов. Шоу вышло в эфир на канале CBS в ноябре 2001 года в виде двухчасового телевизионного спецвыпуска и собрал 29,8 миллиона зрителей.
Продвижение альбома было встречено неприятностями из-за конфликтов Sony Music Entertainment с Майклом Джексоном. Конфликты произошли из-за части собственности Майкла на компанию Sony Music Entertainment, а также из-за контракта на данную сделку с Sony, который был первоначально подписан ещё в 1991 году. Проблема возникла ещё во время производства Invincible, когда Джексон узнал, что права на мастер-копии его предыдущих альбомов, которые должны были вернуться к нему в начале 2000-х, на самом деле вернутся к нему гораздо позже (к концу 2000-х годов). Когда Джексон пошёл к адвокату, который работал с ним при заключении сделки с Sony ещё в 1991 году, он узнал, что этот адвокат работал на Sony, поэтому произошёл конфликт интересов, о котором раньше Майкл Джексон не подозревал. Не желая подписывать контракт с Sony Music Entertainment, Джексон решил покинуть лейбл вскоре после выхода альбома. После этого объявления Sony прекратила продвижение альбома, отменив выпуски синглов, включая благотворительный сингл «9/11», который должен был быть выпущен ещё до Invincible.
В июле 2002 года, после решения Sony резко прекратить продвижение альбома, Джексон заявил, что Моттола (директор Sony Music Entertainment) был «дьяволом» и «расистом», который не поддерживал своих афроамериканских артистов, а использовал их для личной выгоды. Майкл обвинил лейбл (которая по словам Джексона, упорно отказывалась продвигать альбом) и звукозаписывающую индустрию в расизме. Sony Music Entertainment оспаривала утверждения, утверждая, что Джексон по своей воле отказался гастролировать в Соединённых Штатах.

## Критика
| Оценки критиков               | Оценки критиков                                                          |
| Источник                      | Оценка                                                                   |
| ----------------------------- | ------------------------------------------------------------------------ |
| AllMusic                      | ссылка                                                                   |
| Blender                       | ссылка                                                                   |
| Entertainment Weekly          | C- ссылка                                                                |
| The Guardian                  | ссылка                                                                   |
| NME                           | ссылка                                                                   |
| Q                             | 3 из 5 звёзд · 3 из 5 звёзд · 3 из 5 звёзд · 3 из 5 звёзд · 3 из 5 звёзд |
| Rolling Stone                 | 3 из 5 звёзд · 3 из 5 звёзд · 3 из 5 звёзд · 3 из 5 звёзд · 3 из 5 звёзд |
| The Rolling Stone Album Guide | ссылка                                                                   |
| Slant Magazine                | ссылка                                                                   |
| The Village Voice             | A- ссылка                                                                |

Invincible получил неоднозначные отзывы от профессиональных музыкальных критиков. На Metacritic альбом получил оценку 51/100 на основе 19 рецензий. Марк Бомонт из NME назвал его «актуальным молодым камбэк-альбомом, который сделали чересчур длинным», в то время как Blender назвал его «многословным».
Рецензируя Invincible для The Village Voice, Роберт Кристгау сказал, что музыкальные навыки Джексона часто забываются и отметил, что альбом кажется слишком длинным по сравнению с другими альбомами Джексона. Кристгау чувствовал, что некоторые материалы были «оскорбительными», добавив, что он «не верит, что шумиха [альбома] имеет значение». Никки Трантер из PopMatters сказала, что выход альбома одновременно инновационен и значим, потому что исключительные песни, такие как «The Lost Children» и «Whatever Happens», более чем компенсируют чрезмерно сентиментальные и неудачные песни, такие как «Heaven Can Wait» и «You Are My Life». Журнал Q сказал, что это очень интересный, хоть и непоследовательный альбом.
В негативном отзыве для The New York Times Джон Парелес предположил, что Invincible несколько безличен и лишен юмора, поскольку Джексон перефразирует идеи из своих прошлых песен и «так занят попытками ослепить слушателей, что забывает повеселиться». В ретроспективном обзоре для The Rolling Stone Album Guide, Парелес сказал, что Invincible показал, что Майкл Джексон потерял свое учтивое качество из-за «мрачного расчета».
Invincible получил одну номинацию на премию «Грэмми» на церемонии 2002 года. Песня «You Rock My World» была номинирована на лучшее мужское поп-вокальное исполнение, но проиграла Джеймсу Тейлору «Don’t Let Me Be Lonely Tonight». Из-за выхода альбома в октябре 2001 года он не имел права на какую-либо другую номинацию на премию «Грэмми» 2002 года.

### Ретроспектива
В ретроспективных обзорах Invincible получил более положительные отзывы и был назван ранним развитием дабстепа. Джонатан Харрис из Medium писал: 
«Успех Invincible, так и „You Rock My World“ доказал, что культовый стиль и музыкальная формула Джексона все ещё жизнеспособны и востребованы в XXI веке и будут жить даже для следующего поколения. Invincible — блестящая работа, и каждая песня из альбома может рассчитывать на поп-совершенство. В 16 треках, длительностью более 76 минут, есть что-то для всех, независимо от того, какой эпохой или стилем пользовался король поп-музыки. Стиль альбома тоже довольно хорошо постарел. Джексон мудро не соответствовал стандартам поп-музыки во время производства, оставив звучание таким же свежим и самобытным, как и в день его выхода».

Редактор AllMusic Стивен Томас Эрлевайн прокомментировал, что у Invincible есть «искра» и «звук лучше, чем у всех песен, что Джексон сделал со времен Dangerous». Эрлевайн отметил, что хоть альбом имел хороший материал, его было «недостаточно, чтобы сделать альбом возвращением, в котором нуждался Джексон — Майкл действительно должен был бы записать альбом, который звучал бы свободно, а не ограниченно, чтобы стать „возвращением“, — но Джексон предлагает снова напомнить всем о том, что он действительно может создать хороший поп». Майк Хэйлигер написал для PopDose: 
«Более стройная структура альбома и более сочувственное производство привели бы к классике. Но если сравнивать с радио-мусором, который в наши дни считается поп-R&B, то музыка Майкла Джексона сильнее, чем когда-либо». 
В декабре 2009 года читатели Billboard признали Invincible лучшим альбомом десятилетия.

## Коммерческий успех
Invincible был первым студийным альбомом Джексона, который был выпущен в третьем тысячелетии. Альбом дебютировал на первом месте в чарте Billboard 200 и в первую неделю был продан в количестве около 363 000 копий. Это был пятый релиз Джексона, попавший в Billboard 200, и его четвёртый сольный альбом, занявший в чартах первое место в первую неделю выпуска; тем не менее, продажи этого диска были ниже, чем диска HIStory с его более чем 390 000 продаж в первую неделю после выхода. На второй неделе Invincible скатился на третье место с показателями в примерно 202 000 проданных копий. Invincible также занимал первое место в чарте Billboard R&B/Hip Hop Albums в течение четырёх недель. Через восемь недель после выпуска, в декабре 2001 года, за продажи в пятьсот тысяч единиц Invincible был сертифицирован как золотой ассоциацией звукозаписывающей индустрии Америки (RIAA). В том же месяце альбом получил платиновый статус за продажи в количестве более одного миллиона экземпляров. 25 января 2002 года он получил платиновый статус за продажи более двух миллионов единиц. Покинув чарты в июне 2002 года, Invincible вновь вернулся в хит-парады Billboard в декабре 2004 года, заняв 154-е место. На той же неделе он занял сорок восьмое место в чарте R&B/Hip Hop Albums.
Вскоре после выхода альбома, согласно опросу, проведенный журналом Billboard, «подавляющее большинство» людей — 79 % из 5195 опрошенных не были удивлены тем, что Invincible вошёл в Billboard 200 под номером один. Billboard также сообщил, что 44 % согласились с этим утверждением, провозглашая, что Джексон «все ещё король поп-музыки». Ещё 35 % заявили, что не удивлены рейтингом альбома, но сомневаются, что Invincible продержится на вершине чарта вторую неделю. Только 12 % людей, ответивших на опрос, сказали, что они были удивлены дебютом альбома в чартах, и ещё 9 % были ошеломлены успехом альбома из-за негатива, который предшествовал выпуску альбома.
Invincible занял первое место в чартах двенадцати стран мира, включая Великобританию, Австралию, Бельгию, Данию, Нидерланды, Германию, Норвегию, Швецию и Швейцарию. Он также вошёл в первую десятку чартов в нескольких странах, включая Австрию, Канаду, Финляндию, Италию, Новую Зеландию и Норвегию.
Invincible получил платиновый статус от британской ассоциации производителей фонограмм за продажи более 300 000 единиц на территории страны. Альбом также был сертифицирован платиновым статусом Международной федерацией производителей фонограмм (IFPI) за продажи более 40 000 экземпляров в Швейцарии. От IFPI альбом получил золотой статус в Австрии за продажи более 15 000 единиц. Австралийская ассоциация звукозаписывающих компаний сертифицировала Invincible платиновым статусом дважды за продажи в 140 000 копий. Альбом стал одиннадцатым в списке самых продаваемых альбомов 2001 года по версии Международной федерации производителей фонограмм с тиражом 5,4 миллиона экземпляров. С тех пор альбом разошёлся в количестве более 8 миллионов экземпляров по всему миру.
После смерти Джексона в июне 2009 года его музыка пережила всплеск популярности. Invincible занял двенадцатое место в чарте цифровых альбомов Billboard 11 июля 2009 года. Альбом стал девятым по величине скачком в чартах на той неделе. Invincible занял восемнадцатое место в Италии, достиг пика на шестьдесят четвёртом месте в Европейском чарте альбомов 25 июля также занял 29 место в Мексиканском чарте в июле и 84 место в швейцарском чарте альбомов 19 июля 2009 года.

## Список композиций
| №                   | Название                                                         | Автор(ы)                                                                                                  | Длительность |
| ------------------- | ---------------------------------------------------------------- | --- | ------------ |
| 1.                  | «Unbreakable» (с The Notorious B.I.G.; Brandy Norwood бэк-вокал) | Майкл Джексон, Родни Джеркинс, Фред Джеркинс III, Лэшой Дэниэлc, Нора Пэйн, Роберт Смит, Кристофер Уоллес | 6:25         |
| 2.                  | «Heartbreaker» (c Fats)                                          | Джексон, Джеркинс, Джеркинс III, Дэниэлс, Мишке Батлер, Норман Грегг                                      | 5:10         |
| 3.                  | «Invincible» (c Fats)                                            | Джексон, Джеркинс, Джеркинс III, Дэниэлс, Грегг                                                           | 4:45         |
| 4.                  | «Break of Dawn»                                                  | Джексон, Dr. Freeze                                                                                       | 5:32         |
| 5.                  | «Heaven Can Wait» (2001)                                         | Джексон, Тедди Райли, Андрео Хеард, Нэйт Смит, Тэйрон Билл, Эриза Лайес, Кенни Квиллер                    | 4:49         |
| 6.                  | «You Rock My World» (интро при участии Криса Такера, 2000)       | Джексон, Джеркинс, Джеркинс III, Дэниэлс, Пэйн                                                            | 5:39         |
| 7.                  | «Butterflies» (2001)                                             | Андре Харрис, Марша Амброзиус                                                                             | 4:40         |
| 8.                  | «Speechless» (2000)                                              | Джексон                                                                                                   | 3:18         |
| 9.                  | «2000 Watts» (Тедди Райли бэк-вокал)                             | Джексон, Райли, Тайриз Гибсон, Джерон Хэнсон                                                              | 4:24         |
| 10.                 | «You Are My Life»                                                | Джексон, Babyface, Кэрол Байер Сейджер, Джон Макклейн                                                     | 4:33         |
| 11.                 | «Privacy»                                                        | Джексон, Джеркинс, Джеркинс III, Дэниэлс, Бернард Белль                                                   | 5:05         |
| 12.                 | «Don't Walk Away»                                                | Джексон, Райли, Ричард Стайтс, Риид Уитернли                                                              | 4:25         |
| 13.                 | «Cry» (также Cry (We Can Change The World), 2000)                | Ар Келли                                                                                                  | 5:01         |
| 14.                 | «The Lost Children»                                              | Джексон                                                                                                   | 4:00         |
| 15.                 | «Whatever Happens» (Карлос Сантана гитара)                       | Джексон, Райли, Гил Кэнг, Жасмин Квэй, Джоффри Уильямс                                                    | 4:56         |
| 16.                 | «Threatened» (использован семпл из голоса Рода Серлинга)         | Джексон, Джеркинс, Джеркинс III, Дэниэлс                                                                  | 4:19         |
| Общая длительность: | Общая длительность:                                              | Общая длительность:                                                                                       | 77:08        |

Би-сайд, не вошедший в альбом
- Shout (сингл Cry)

## Участники записи

### Персонал
Данные взяты с надписей Invincible.
- Майкл Джексон — ведущий вокал (все треки), бэк-вокал (1-7, 9-12, 15-16), аранжировщик (8, 14), несколько инструментов (1, 4, 6, 16), программирование (2, 3), программирование барабанов (4, 13), оркестровые аранжировки и дирижирование (8), программирование клавишных (9, 13, 14)
- Марша Амброзиус — бэк-вокал (трек 7)
- Макси Андерсон — вокал (трек 8)
- Глория Огастус — вокал (трек 8)
- Babyface — акустическая гитара, бас-гитара, бэк-вокал, программирование барабанов и клавишных (трек 10)
- Том Бахлер — дирижёр молодёжного хора (трек 14)
- Emanuel «Bucket» Baker — барабаны (трек 11)
- Роза Битти — молодёжный хор (трек 14)
- Эди Леманн Боддикер — молодёжный хор (трек 14)
- Роберт Болярд — молодёжный хор (трек 14)
- Норман Джефф Брэдшоу — рога (трек 7)
- Бренди — дополнительный бэк-вокал (трек 1)
- Стюарт Броули — свисток соло (трек 15)
- Мэри Браун — дополнительный бэк-вокал (трек 15)
- Тим Браун — вокал (трек 8)
- Брэд Баксер — программирование барабанов (треки 4, 13), клавишные (8), программирование клавиш (9, 12, 14)
- Дэвид Кэмпбелл — струнная аранжировка (трек 11)
- Мэтт Кэппи — рога (трек 7)
- Марта Коуэн — молодёжный хор (трек 14)
- Андре Крауч — вокал (трек 8)
- Сандра Крауч — вокал (трек 8)
- Паулинью да Коста — перкуссия (трек 13)
- LaShawn Daniels — бэк-вокал (треки 2, 11)
- Валери Доби — вокал (трек 8)
- Доктор Фриз — бэк-вокал (треки 4, 5), несколько инструментов (4)
- Моник Донелли — молодёжный хор (трек 14)
- Кевин Дорси — вокал (трек 8)
- Марья Дозье — вокал (трек 8)
- Alfie Silas Durio — вокал (трек 8)
- Натан Ист — бас-гитара (трек 11)
- Джейсон Эдмондс — хор (трек 10)
- Гири Ланье Фаггетт — вокал (трек 8)
- Vonciele Faggett — вокал (трек 8)
- Жиры — рэп (треки 2, 3)
- Линн Фиддмонт-Линдси — хор (трек 10)
- Кирстин Файф — скрипка (трек 8)
- Джуди Госсетт — вокал (трек 8)
- Гарольд Грин — вокал (трек 8)
- Джонатан Холл — молодёжный хор (трек 14)
- Justine Hall — молодёжный хор (трек 14)
- Андре Харрис — несколько инструментов (трек 7)
- Скотти Хаскелл — молодёжный хор (трек 14)
- Миша Хаупман — молодёжный хор (трек 14)
- Тесс (Тереза) Эското — молодёжный хор (трек 14)
- Джеральд Хейворд — барабаны (трек 11)
- Табия Ивери — хор (трек 10)
- Луана Джекман — молодёжный хор (трек 14)
- Принц Джексон — повествование (трек 14)
- Родни Джеркинс — несколько инструментов (1, 4, 6, 16), программирование (2, 3)
- Теника Джонс — вокал (трек 8)
- Анджела Джонсон — вокал (трек 8)
- Дэниел Джонсон — вокал (трек 8)
- Занета М. Джонсон — вокал (трек 8)
- Лакентан Джордан — вокал (трек 8)
- Р. Келли — хоровая аранжировка (трек 13)
- Питер Кент — скрипка (трек 8)
- Джина Кронштадт — скрипка (трек 8)
- Майкл Ландау — гитара (трек 13)
- Джеймс Лайвли — молодёжный хор (трек 14)
- Робин Лоренц — скрипка (трек 8)
- Джереми Лаббок — оркестровые аранжировки и дирижирование (треки 5, 8, 15)
- Брэндон Лукас — молодёжный хор (трек 14)
- Джонатан Лукас — молодёжный хор (трек 14)
- Ricky Lucchse — молодёжный хор (трек 14)
- Мелисса Маккей — молодёжный хор (трек 14)
- Алекс Мартинес — молодёжный хор (трек 14)
- Говард Маккрэри — вокал (трек 8)
- Линда Маккрэри — вокал (трек 8)
- Сэм Маккрэри — вокал (трек 8)
- Элис Джин МаКрат — вокал (трек 8)
- Сью Мерриетт — вокал (трек 8)
- Билл Мейерс — струнные аранжировки (трек 10)
- Мишке — бэк-вокал (трек 2)
- Патрис Моррис — вокал (трек 8)
- Кристл Мерден — вокал (трек 8)
- The Notorious B. I. G. — рэп (трек 1)
- Нови Новог — виола и подрядчик (трек 8)
- Нора Пейн — бэк-вокал (трек 2)
- Que — бэк-вокал (трек 5)
- Тедди Райли — несколько инструментов (трек 5) дополнительный бэк-вокал (9)
- Джон Робинсон — барабаны (трек 13)
- Baby Rubba — повествование (трек 14)
- Карлос Сантана — соло на гитаре и свистке (трек 15)
- Дебора Шарп-Тейлор — вокал (трек 8)
- Ф. Шеридан — молодёжный хор (трек 14)
- Слэш — гитарное соло (трек 11)
- Эндрю Снайдер — молодёжный хор (трек 14)
- Салли Стивенс — молодёжный хор (трек 14)
- Ричард Стайтс — дополнительный бэк-вокал (трек 12)
- Томас Тэлли — виола (трек 8)
- Бретт Таттерсол — молодёжный хор (трек 14)
- Рон Тейлор — вокал (трек 8)
- Майкл Томпсон — гитара (трек 11)
- Крис Такер — введение (трек 6)
- Марио Васкес — дополнительный бэк-вокал (трек 15)
- Джонни Уокер — вокал (трек 8)
- Натан «N8» Уолтон — хор (трек 10)
- Рик Уильямс — гитара (трек 15)
- Ивонн Уильямс — вокал (трек 8)
- Зандра Уильямс — вокал (трек 8)
- Джон Виттенберг — скрипка (трек 8)

### Производство записи
- Исполнительный продюсер: Майкл Джексон
- Продюсер: Майкл Джексон (все треки), Родни Джеркинс (1-3, 6, 11, 16), Доктор Фриз (4), Тедди Райли (треки 5, 9, 12, 15), Андре Харрис (7), Babyface (10), Р. Келли (13)
- Сопродюсерами выступили Андреао Херд и Нейт Смит (трек 5), Ричард Стайтс (12)
- Записано Брюсом Шведеном (треки 2, 3, 5, 7, 8, 14, 15), Тедди Райли (5, 9, 12, 15), Родни Джеркинс (6, 11), Стюарт Броули (1-3, 6, 8, 14, 16), Брэд Гилдерман (4, 6, 11, 13), Декстер Симмонс (4, 6), Джордж Майерс (4, 5, 9, 12, 15), Жан-Мари Хорват (6, 11), Брэд Баксер (8, 14), Майк Гинг (4, 13), Пол Бутен (10), Андре Харрис (7), Умберто Гатика (4, 13)
- Ассистенты инженеров: Роб Эррера, Крейг Дюрранс, Кевин Скотт, Стив Робиллард, Фрэнни Грэм, Ричард Томас Эш, Крис Кэрролл, Дэйв Эштон, Кристина Трамонтано, Видал Дэвис (трек 7)
- Рэп записан Бобом Брауном (треки 2, 3)
- Струнные, записанные Томми Викари (трек 10)
- Ассистировал Стив Дженевик
- Координатор производства: Айви Скофф
- Микшер Брюс Сведен (треки 1-3, 5-9, 12, 14-16), Тедди Райли (4, 5, 9, 12, 15), Родни Джеркинс (1-3, 6, 11, 16), Майкл Джексон (13), Мик Гузауски (13), Стюарт Броули (1-3, 16), Джордж Майерс (4, 5, 9, 12, 15), Жан-Мари Хорват (11), Джон Гасс (10), Умберто Гатика (4)
- При поддержке Kb и эквалайзера (трек 10)
- Мастер — Берни Грундман
- Цифровое редактирование Стюарта Броули (треки 1-4, 6, 8, 14, 16), Брэд Баксер (8, 14), Роб Эррера, Харви Мейсон — младший (4, 6, 11), Алекс Греггс (2), Фабиан Марасчулло (2), Пол Круз (11), Пол Фоули (1), Джордж Майерс (5, 9, 12, 15)
- Дополнительное цифровое редактирование и инжиниринг Майкла Принса
- Художественное направление: Нэнси Дональд, Дэвид Коулман, Адам Оуэтт
- Дизайн обложки: Стивен Хэнкинсон
- Фотография: Альберт Уотсон
- Иллюстрация: Ури Геллер
- Макияж и прическа: Карен Фэй
- Вокальный консультант: Сет Риггс
- Архивариус: Крейг Джонсон

## Чарты
| Чарты (2001-02)              | Высшая позиция |
| ---------------------------- | -------------- |
| Австралия                    | 1              |
| Австрия                      | 2              |
| Бельгия (Wallonia)           | 1              |
| Канада                       | 3              |
| Дания                        | 1              |
| Нидерланды                   | 1              |
| Европа (Топ-100)             | 1              |
| Финляндия                    | 7              |
| Франция                      | 1              |
| Германия                     | 1              |
| Ирландия                     | 3              |
| Италия                       | 2              |
| Япония                       | 5              |
| Малайзия                     | 1              |
| Новая Зеландия               | 4              |
| Норвегия                     | 1              |
| Португалия                   | 8              |
| Шотландия                    | 2              |
| Испания                      | 2              |
| Швеция                       | 1              |
| Швейцария                    | 1              |
| Великобритания               | 1              |
| США (Billboard 200)          | 1              |
| США (Top R&B/Hip-Hop Albums) | 1              |
| Чарты (2009)                 | Высшая позиция |
| Австралия                    | 43             |
| Европа                       | 64             |
| Италия                       | 18             |
| Мексика                      | 29             |
| Швейцария                    | 84             |
| Великобритания (Каталог)     | 9              |
| Великобритания (Дигитал)     | 12             |

| Чарты (2001)                 | Высшая позиция |
| ---------------------------- | -------------- |
| Австралия                    | 44             |
| Бельгия (Flanders)           | 72             |
| Бельгия (Wallonia)           | 24             |
| Дания                        | 37             |
| Нидерланды                   | 37             |
| Европа                       | 44             |
| Финляндия                    | 23             |
| Франция                      | 14             |
| Германия                     | 81             |
| Швеция (Альбомы)             | 45             |
| Швеция (Альбомы и сборники)  | 62             |
| Швейцария                    | 28             |
| Великобритания               | 62             |
| США (Billboard)              | 148            |
| США (Top R&B/Hip-Hop Albums) | 79             |

| Чарты (2002)                 | Высшая позиция |
| ---------------------------- | -------------- |
| США (Billboard 200)          | 43             |
| США (Top R&B/Hip-Hop Albums) | 8              |
| Чарты (2009)                 | Высшая позиция |
| Бельгия (Flanders Midprice)  | 50             |
| Бельгия (Wallonia Midprice)  | 15             |

## Сертификации
| Регион                        | Сертификация    | Количество проданных экземпляров |
| ----------------------------- | --------------- | -------------------------------- |
| Аргентина (CAPIF)             | Золото          | 20.000^                          |
| Австралия (ARIA)              | Двойная платина | 140.000^                         |
| Австрия (IFPI)                | Золото          | 20.000^                          |
| Бельгия (BEA)                 | Платина         | 50.000^                          |
| Дания (IFPI)                  | Золото          | 25.000^                          |
| Финляндия (Musiikkituottajat) | Золото          | 16.621^                          |
| Франция (SNEP)                | Платина         | 683.000^                         |
| Германия (BVMI)               | Платина         | 300.000^                         |
| Италия (FIMI)                 | Золото          | 50.000*                          |
| Япония (RIAJ)                 | Платина         | 200.000^                         |
| Нидерланды (NVPI)             | Платина         | 80.000^                          |
| Новая Зеландия (RMNZ)         | Золото          | 7.500^                           |
| Норвегия (IFPI)               | Платина         | 50.000*                          |
| Польша (ZPAV)                 | Золото          | 50.000*                          |
| Португалия (AFP)              | Золото          | 20.000^                          |
| Южная Африка (RISA)           | Двойная платина | 100.000                          |
| Южная Корея                   | Нету            | 58.840                           |
| Испания (PROMUSICAE)          | Платина         | 100.000^                         |
| Швеция (GLF)                  | Золото          | 40.000^                          |
| Швейцария (IFPI)              | Платина         | 40.000^                          |
| Великобритания (BPI)          | Платина         | 300.000^                         |
| США (RIAA)                    | Двойная платина | 2.000.000^                       |
| Европа (IFPI)                 | Двойная платина | 2.000.000*                       |